# Sant Llorenç de Soses
Sant Llorenç de Soses és una església parroquial de Soses a la comarca del Segrià. El primer esment data del 1168, però des d'aleshores l'edifici ha subit moltes transformes, sobretot a la darreria del segle xviii.
És protegida com a bé cultural d'interès local. L'església fou bastida al segle xviii sobre l'antiga edificació, gòtica (de la qual es conserven vestigis a la façana), dins la línia arquitectònica de la Seu Nova de Lleida. La construcció comença l'any 1760 i se n'en encarregà al Mestre d'obres de Lleida Antoni Becardí.
Església d'una sola nau feta de carreus grans i ben escairats, a la vista. Està coberta a dues aigües amb teula àrab. Té una torre amb un rellotge als peus, al costat esquerre de la porta d'entrada. Aquesta, d'arc de mig punt amb un escut a la clau central, té una petita escalinata al davant. La porta està flanquejada per unes pilastres adossades que al davant tenen una columna. Sostenen un entaulament amb un frontó triangular partit. La façana és molt simple, amb el campanar quadrat en un angle. S'hi poden apreciar les diverses campanyes constructives: apareixen diferents arcs que avui resten cegats, així com diverses menes de carreus a les zones més altes. El coronament, irregular, és resseguit per una cornisa.